# Sterkmaking
Sterkmaking (Frans: porte-fort) is een rechtsfiguur uit het Belgische verbintenissenrecht en vorm van vertegenwoordiging waarbij men belooft dat een derde een bepaalde prestatie zal verrichten. De sterkmaking wordt geregeld in artikel 5.106 van het Belgisch Burgerlijk Wetboek (BW).

## Omschrijving
Het Belgische verbintenissenrecht staat toe dat men zich sterk kan maken door te beloven dat een derde een bepaalde prestatie zal verrichten (art. 5.106, eerste lid BW).
Als de vertegenwoordigde derde weigert de prestatie uit te voeren, dan is deze in niets gebonden door de verbintenis. De sterkmaker is in principe evenmin gebonden, maar is desgevallend wel gehouden tot herstel van de schade van de medecontractant, tenzij anders wordt overeengekomen (art. 5.106, tweede lid BW). Op het principe dat de sterkmaker niet gebonden is, bestaan evenwel wettelijke uitzonderingen. In het vennootschapsrecht bijvoorbeeld wordt de sterkmaker bij oprichtingen of kapitaalverhogingen van naamloze vennootschappen geacht persoonlijk verbonden te zijn als de verbintenis niet is bekrachtigd binnen twee maanden nadat ze is aangegaan. Bovendien wordt deze termijn verminderd tot 15 dagen als de naam van de vertegenwoordigde derde niet is opgegeven (art. 7:21 en 7:207 WVV).
Als de sterkmaking de bekrachtiging tot voorwerp heeft van een rechtshandeling gesloten in naam en voor rekening van een ander, dan werkt de bekrachtiging terug tot op de datum van de sterkmaking, maar zonder afbreuk te doen aan de rechten die derden hebben verkregen (art. 5.106, derde lid BW).

## Geschiedenis
De sterkmaking werd aanvankelijk geregeld door artikel 1120 van het Oud Burgerlijk Wetboek. Bij de invoering van boek 5 in het Burgerlijk Wetboek in 2023 werden deze regels hernomen in artikel 5.106 BW.